# Jung Ha-na
Jung Ha-na (hangul: 정하나; Uijeongbu, Gyeonggi, 2 de febrero de 1990), más conocida por su antiguo nombre artístico Zinger y actualmente como Hana, es una cantante, rapera y actriz surcoreana. Fue miembro del grupo femenino surcoreano Secret.

## Biografía
Jung nació en Uijeongbu, Gyeonggi, Corea del Sur el 2 de febrero de 1990, siendo hija única. Su madre fue  cantante en la década de los 80s y su padre es un artista marcial y guardaespaldas presidencial.
El 11 de diciembre de 2012, a las 2 de la madrugada, Hana estuvo involucrada en un accidente de coche juntos a otras miembros de Secret, rompiéndose las costillas y teniendo contusiones en uno de sus pulmones. Una furgoneta que había estado llevándola a ella y a las otras miembros se deslizó fuera de la carretera y volcó sobre sí mismo. El incidente fue seguido duramente con Tuits dirigidos a Hana.
Las chicas decidieron descansar hasta el 28 de diciembre, a pesar de lanzar su más reciente sencillo, Talk That.

## Discografía

### Banda sonora
| Año  | Álbum            | Canción   | Artista |
| ---- | ---------------- | --------- | ------- |
| 2011 | Moving in Secret | Amazinger | Hana    |

## Filmografía

### Series
| Año  | Red | Título       | Papel      |
| ---- | --- | ------------ | ---------- |
| 2015 | MBC | Jumping Girl | Lee Yenny. |

### Espectáculos de variedades
| Año  | Red        | Título                              | Papel      | Notas             |
| ---- | ---------- | ----------------------------------- | ---------- | ----------------- |
| 2009 | Mnet       | Historia Secreta                    | Ella misma | Reparto           |
| 2010 | MBC        | Boquet                              | Ella misma | Reparto           |
| 2010 | KBS        | Let's Go Dream Team! Temporada 2    | Ella misma | con Hyo Jun-seong |
| 2011 | SBS MTV    | MTV Especial:el Gran Placer de Guam | Ella misma | con Secret        |
| 2011 | MBC        | Weekly Idol                         | Ella misma | con Secret        |
| 2011 | SBS MTV    | Permítanme Mostrarles               | Ella misma | con Secret        |
| 2011 | SBS MTV    | Star King (TV series)               | Ella misma | con Han Sun-hwa   |
| 2012 | MBC        | Weekly Idol                         | Ella misma | con Secret        |
| 2014 | SBS MTV    | Star King (TV series)               | Ella misma | con Hyo Jun-seong |
| 2014 | MBC Every1 | Weekly Idol                         | Invitada   | con Secret        |

### Espectáculos de música
| Año  | Red  | Título       | Papel | Notas           |
| ---- | ---- | ------------ | ----- | --------------- |
| 2010 | Mnet | M! Countdown | MC    | con Secret      |
| 2012 | MBC  | Music Core   | MC    | con Han Sun-hwa |